# باشگاه والیبال المپیاکوس
باشگاه والیبال المپیاکوس یونان با نام س.ک المپیاکوس باشگاه حرفه‌ای والیبال در یونان است.
این باشگاه موفق به کسب دو رکورد یعنی ۲۶ قهرمانی لیگ برتر والیبال یونان و ۱۳ دوره قهرمان جام یونان و ۲ دوره قهرمان سوپر جام یونان شده‌است. از این باشگاه به عنوان موفق‌ترین باشگاه یونانی یاد می‌شود.
المپیاکوس تنها تیم یونانی است که موفق به کسب عناوین معتبر اروپایی شده‌است.

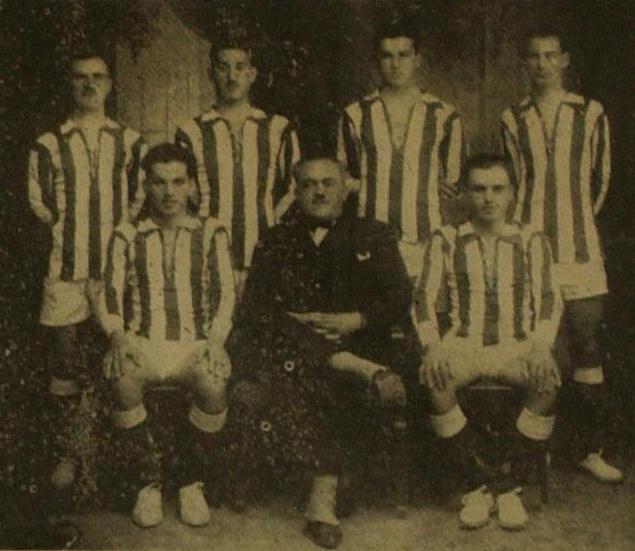
المپیاکوس در سال ۱۹۲۶

## دست آوردها
مهمترین عناوین:
- ۲۶ قهرمانی لیگ برتر والیبال مردان یونان
- ۲ قهرمانی جام برندگان اروپا
- ۲ قهرمانی لیگ قهرمانان اروپا
- ۱ سومی والیبال قهرمانی باشگاه های جهان

## مربیان
As of April 08, 2013
| اسم               | سمت         |
| ----------------- | ----------- |
| دیمیتریوس کازازیس | سرمربی      |
| جرجیوس میلوناکیس  | دستیار مربی |